# Sasha Dith
Саша Дит (псевдоним Sasha Dith; род. 30 мая 1978, Караганда, Казахская ССР, СССР) — немецкий диджей, композитор и музыкальный продюсер.

## Биография
Саша Дит родился в г. Караганда (Казахская ССР). В возрасте 15 лет вместе с семьёй переезжает в Германию.
В 1998 году  начинает работать диджеем, играя на вечеринках в колледже, университете и ночных клубах Германии. После ряда успешных выступлений в популярных немецких клубах его сеты уже зазвучат в эфирах европейских радиостанций.
С 1999 по 2003 годы проходит обучение во Франкфуртском университете на факультете экономики.
2005 год становится знаменательным для дальнейшей карьеры Саши — выходит его ремейк на популярный советский хит «Russian Girls» группы «Комбинация».Композиция стремительно набирает популярность во многих странах,  крупнейшие звукозаписывающие лейблы подписывают с ним контракты .
В 2007 году выходит трек «Я буду с тобой», записанный совместно с проектом Blue Affair. Композиция становится лидером цифровых продаж в России. В этом же году Саша  выступает на крупнейшем в мире фестивале танцевальной музыки Love Parade, благодаря которому становится ещё более популярным и успешным музыкантом.
В 2007 году также становится резидентом и музыкальным директором одного из самых известных ночных клубов Европы — «Rush Hour».
В 2010 году представляет второй совместный сингл с Blue Affair — «Я одна», вокалистами в котором выступили певица Nadya и рэпер Carlplit. Этот трек завоёвывает топовые позиции в хит-парадах российских радиостанций.
В 2011 году выпускает сразу несколько хитов, одним из которых является записанный совместно с немецкой певицей Janina — «I Love Dance». Трек занимает первые места топовых радиостанций, а видеоклип на композицию появляется на многих музыкальных каналах России и зарубежья.
Летний сингл «Crazy Sun», записанный совместно с проектом Dreamway, становится не менее популярным и в Европе.
В 2012 году совместно с Steve Modana выпускают совершенно нестандартный для их творчества сингл — «Супербой», который исполняет российская певица Саша Зверева, экс-солистка группы «Демо». В этом же году выходит и их совместный трек «Улечу».
В 2013 году Саша принимает участие в записи альбома «Very Dance» группы «Винтаж» и выпускает два танцевальных трека — «Я буду с тобой» (feat. Masha) и «What Is Luv» (совместно с Steve Modana).
В 2014 году совместно с Steve Modana выпускают клип на сингл «No Money No Honey». В этом же году Саша записывает совместные треки с Бьянкой и Сергеем Зверевым, работает над новым альбомом группы «Винтаж» и создаёт ремиксы для таких звёзд, как Ёлка, Sia, T-Killah и многих других.
Регулярно с 2014 года для своих поклонников Дит размещает серию диджей-миксов для свободного скачивания под названием «Massive Mixtape», которые пользуются большой популярностью в iTunes.
В мае 2015 года выходит новый сингл «Влюблённый ангел», записанный совместно с Tim Rocks (экс-солист группы DDN). Летом этого же года Дит выпускает свой первый альбом ремиксов «Rumix».
В ноябре 2015 года представляет совместную работу с группой «Мохито» — «Я тебя люблю».

## Дискография

### Синглы
- 2004 — Tell me why
- 2005 — Ты прекрасней всех (feat. Dj ЦветкоFF)
- 2005 — Russian Girls
- 2007 — Я буду с тобой
- 2009 — Пророк
- 2009— Let’s Drink
- 2010 — Я одна
- 2010 — I Love Dance
- 2011 — Bollywood
- 2011 — Radio Loves You
- 2011 — Crazy Sun
- 2012 — Супербой
- 2012— Улечу
- 2012 — Second Beat Is Mine
- 2013 — Позови меня (feat Винтаж)
- 2013— Voyage (feat Vintage)
- 2013 — What Is Luv
- 2013 — Я буду с тобой (в рамках проекта Masha & DJs)
- 2014 — No Money No Honey
- 2014 — Message
- 2014 — Save Me (From Myself)
- 2014 — Завтра (feat Сергей Зверев)
- 2015 — БУРИТО — МАМА (DJ SASHA DITH MOOMBAHTON RMX)
- 2015 — Влюблённый ангел (feat Tim Rocks)
- 2015 — Я тебя люблю (feat Мохито)
- 2015 — Эмма М — Штрихкоды (Sasha Dith Remix)
- 2016 — Эмма М — Ракеты (DJ Sasha Dith Official Remix)

### Видеоклипы
- 2005 — Russian girls
- 2007 — Я буду с тобой
- 2010 — I Love Dance
- 2011 — Radio Loves You
- 2011 — Crazy Sun
- 2012— Second Beat Is Mine
- 2013 — Я буду с тобой
- 2014 — No Money No Honey
- 2015 — Завтра

### Альбомы
- 2015— Rumix